# David Lai

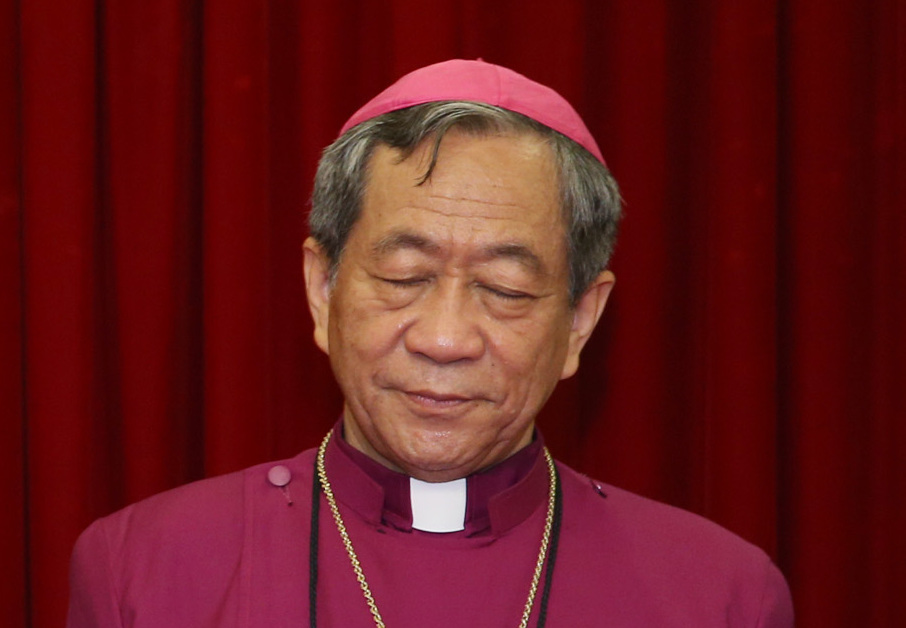

David Jung-Hsin Lai (chinesisch 賴榮信主教; * 3. März 1948 in Taiwan) ist anglikanischer Bischof von Taiwan der Episkopalkirche der Vereinigten Staaten von Amerika.

## Leben
In der Episcopal Diocese of Taiwan wurde Lai 1975 zum Diakon und 1976 zum Priester geweiht. Lai wurde 2000 durch Richard Sui On Chang sowie John Chih-Tsung Chien und David Shoji Tani zum Bischof geweiht. Nach einem Jahr als Koadjutor wurde er 2001 zum Bischof von Taiwan gewählt. David Lai ist seit 1974 mit Lilly verheiratet und hat zwei Kinder. Er ging im März 2020 in den Ruhestand.